# Björksätter
Björksätter är en ort i Grebo socken i Åtvidabergs kommun, Östergötlands län. SCB avgränsade bebyggelsen till en småort mellan 2000 och 2010 och åter 2020.